# Макалмонт (Арканзас)
Макалмонт (англ. McAlmont, Arkansas) — статистически обособленная местность, расположенная в округе Пьюласки (штат Арканзас, США) с населением в 1922 человека по статистическим данным переписи 2000 года.

## География
По данным Бюро переписи населения США статистически обособленная местность Макалмонт имеет общую площадь в 4,4 квадратных километров, водных ресурсов в черте населённого пункта не имеется.
Статистически обособленная местность Макалмонт расположена на высоте 82 метра над уровнем моря.

## Демография
По данным переписи населения 2000 года в Макалмонт проживало 1922 человека, 487 семей, насчитывалось 684 домашних хозяйств и 776 жилых домов. Средняя плотность населения составляла около 436,8 человека на один квадратный километр. Расовый состав Макалмонт по данным переписи распределился следующим образом: 25,08 % белых, 70,5 % — чёрных или афроамериканцев, 0,68 % — коренных американцев, 0,05 % — азиатов, 0,05 % — выходцев с тихоокеанских островов, 2,65 % — представителей смешанных рас, 0,99 % — других народностей. Испаноговорящие составили 1,98 % от всех жителей статистически обособленной местности.
Из 684 домашних хозяйств в 29,5 % — воспитывали детей в возрасте до 18 лет, 38,3 % представляли собой совместно проживающие супружеские пары, в 24,0 % семей женщины проживали без мужей, 28,8 % не имели семей. 24,9 % от общего числа семей на момент переписи жили самостоятельно, при этом 9,9 % составили одинокие пожилые люди в возрасте 65 лет и старше. Средний размер домашнего хозяйства составил 2,81 человек, а средний размер семьи — 3,37 человек.
Население статистически обособленной местности по возрастному диапазону по данным переписи 2000 года распределилось следующим образом: 29,6 % — жители младше 18 лет, 8,5 % — между 18 и 24 годами, 25,7 % — от 25 до 44 лет, 23,4 % — от 45 до 64 лет и 12,8 % — в возрасте 65 лет и старше. Средний возраст жителей составил 35 лет. На каждые 100 женщин в Макалмонт приходилось 98,8 мужчин, при этом на каждые сто женщин 18 лет и старше приходилось 94,4 мужчин также старше 18 лет.
Средний доход на одно домашнее хозяйство в статистически обособленной местности составил 19 762 доллара США, а средний доход на одну семью — 27 174 доллара. При этом мужчины имели средний доход в 30 855 долларов США в год против 16 549 долларов среднегодового дохода у женщин. Доход на душу населения в статистически обособленной местности составил 11 737 долларов в год. 23,3 % от всего числа семей в округе и 28,1 % от всей численности населения находилось на момент переписи населения за чертой бедности, при этом 45,5 % из них были моложе 18 лет и 21,8 % — в возрасте 65 лет и старше.